# Urophonius araucano
Espèce
Urophonius araucano est une espèce de scorpions de la famille des Bothriuridae.

## Distribution
Cette espèce est endémique de la région de Ñuble au Chili.

## Publication originale
- Ojanguren-Affilastro, Ramírez & Pizarro-Araya, 2020 : « Phylogenetic analysis of the winter and southernmost scorpion genus Urophonius Pocock, 1893 (Bothriuridae), with the description of two new Patagonian species. » Zoologischer Anzeiger, vol. 289, p. 50-66.